# WK-League 2011
Die WK-League 2011 war die dritte Spielzeit der südkoreanischen Fußballliga der Frauen unter diesem Namen. Die reguläre Saison begann am 21. März 2011 und endete am 19. September 2011 mit dem Finale. Titelverteidiger war Suwon FMC WFC. Den diesjährigen Titel gewann zum zweiten Mal Goyang Daekyo Noonnoppi WFC. Für das Halbfinale des Meisterschaftsturnieres qualifizierten sich Incheon Hyundai Steel Red Angels und Suwon FMC WFC. 

## Änderungen zur Vorsaison
- Chungbuk Sportstoto WFC wurde gegründet
- Jeonbuk KSPO WFC wurde gegründet
- neues Meisterschaftssystem mit Halbfinale wurde eingeführt

## Teilnehmer und ihre Spielorte
Während dieser Saison wurde in diesen Stadien die Spiele ausgetragen.
| Stadt     | Heimstadion      | Kapazität |
| --------- | ---------------- | --------- |
| Boeun     | Boeun-Stadion    | 6.000     |
| Hwacheon  | Hwacheon-Stadion | 20.305    |
| Goyang    | Goyang-Stadion   | 41.311    |
| Haman-gun | Haman-Stadion    | 15.000    |

## Tabelle
| Pl. | Verein                           | Sp. | S  | U | N  | Tore    | Diff. | Punkte |
| --- | -------------------------------- | --- | -- | - | -- | ------- | ----- | ------ |
| 1.  | Goyang Daekyo Noonnoppi WFC      | 20  | 18 | 1 | 1  | 064:160 | +48   | 55     |
| 2.  | Incheon Hyundai Steel Red Angels | 21  | 12 | 5 | 4  | 037:180 | +19   | 41     |
| 3.  | Suwon FMC WFC (M)                | 21  | 12 | 4 | 5  | 039:210 | +18   | 40     |
| 4.  | Busan Sangmu WFC                 | 21  | 11 | 2 | 8  | 030:320 | −2    | 35     |
| 5.  | Chungnam Ilhwa Chunma WFC        | 21  | 8  | 3 | 10 | 024:350 | −11   | 27     |
| 6.  | Seoul Amazones                   | 21  | 5  | 9 | 7  | 019:260 | −7    | 24     |
| 7.  | Jeonbuk KSPO WFC                 | 21  | 1  | 3 | 17 | 017:460 | −29   | 06     |
| 8.  | Chungbuk Sportstoto              | 21  | 1  | 3 | 17 | 013:490 | −36   | 06     |

| (M) | Amtierender Meister: Suwon FMC WFC |

## Meisterschaftsturnier
Im Meisterschaftsturnier spielten im Halbfinale der Zweitplatzierte gegen den Drittplatzierten. Der Gewinner dieses Spieles qualifizierte sich für das Finale des Meisterschaftsturnieres. Das Finale wurde mit Hin- und Rückspiel ausgetragen. Der Gewinner der beiden Spiele wurde WK-League 2011 Meister. Die Auswärtstorregelung galt hier nicht. 
Halbfinale
|                                  | Ergebnis |               |
| -------------------------------- | -------- | ------------- |
| Incheon Hyundai Steel Red Angels | 2:1      | Suwon FMC WFC |

Finale
|                             | Gesamt |                                  | Hinspiel | Rückspiel |
| --------------------------- | ------ | -------------------------------- | -------- | --------- |
| Goyang Daekyo Noonnoppi WFC | 5:3    | Incheon Hyundai Steel Red Angels | 3:1      | 2:2       |